# Émile-Paul Frères
Émile-Paul Frères est une maison d'édition française, dont les origines remontent au moins à 1882. La marque a été créée en 1913 par deux frères, Albert et Robert Paul, les fils du fondateur. Elle est active jusqu'en 1955, avant de disparaître en 1982. Elle est notamment connue pour avoir été le premier éditeur du Grand Meaulnes d'Alain-Fournier. Durant l'Occupation allemande de la France, elle fut l'une des rares maisons à résister et à ne pas collaborer.

## Histoire de la maison d'édition

### Origines
Vers 1882, ouvre à Paris, au 100 rue du Faubourg-Saint-Honoré, sur la place Beauvau, la « Librairie idéaliste », dirigée par Émile Paul (1847-?). Le logo de cet éditeur représente Saint-Michel terrassant un démon, avec pour devise « le bien, le vrai, le beau, un idéal ». Le contexte de cette époque est celui de la Troisième République, en proie à ses doutes et ses tiraillements, mais aussi portée par de nombreux espoirs. Le fonds de commerce du catalogue de cette jeune maison reste au départ la bibliophilie.
En 1887, Émile Paul associe ses deux fils, Albert et Robert, à son métier. Un léger tournant politique s'opère en 1890 avec l'édition de l'album historiographique de l'avocat et romancier Maurice Quentin-Bauchart (1857-1910), La Caricature politique en France pendant la guerre, le siège de Paris et la Commune (1870-1871), mais la maison reste en définitive, et ce au moins jusqu'en 1912, portée par l'histoire du livre, de la typographie et des illustrations. Devenu libraire-expert, Émile Paul reprend en 1911 le fonds d'André Marty, puis l'année suivante les salles de vente fondées par Louis-Catherine Silvestre (1792-1867).
Pour ses publications, et durant la décennie suivante, Émile Paul s'associe à différents érudits et experts, dont L. Huard et L. Guillemin, et rachète le fonds de la librairie d'Adolphe Labitte (Paris, 1832-1882), travaille principalement pour des salles de ventes (bibliophilie, numismatique, objets anciens) et se dit même « Librairie de la bibliothèque nationale » (1894). Un peu avant 1900, on voit la marque « Émile Paul, Éditeur » apparaître, la chose est officielle en juin 1901, et elle se consacre, en plus de son fonds de commerce d'expertise bibliophilique, à l'édition d'ouvrages sur l'histoire militaire française, l'histoire de la Révolution, des documents relatifs à des personnages oubliés du xviiie siècle ou de l'épopée napoléonienne. La maison reprend la revue La Bibliophilie ancienne et moderne, française et étrangère et l'édite jusqu'en 1911.

### Émile-Paul Frères: les débuts
Un tournant logistique s'opère entre 1908 et 1913 : le catalogue investit désormais la littérature contemporaine. La marque va évoluer ainsi : d'abord « Émile-Paul, Libraire-Éditeur » puis « Émile-Paul, Éditeur », et enfin, à partir de 1913, « Émile-Paul Frères, Éditeurs ». 
En 1908, ils obtiennent indirectement le prix Goncourt avec Écrit sur de l'eau... de Francis de Miomandre : c'est Henri Falcon, associé aux éditions Émile-Paul Frères, qui réimprima en décembre et en urgence 3 000 exemplaires d'un ouvrage paru aux éditions de la revue Le Feu à 500 exemplaires : mais l'ouvrage arriva trop tard dans les rayons ; l'aventure littéraire commençait mal.
En 1910, Maurice Barrès y publie deux essais, puis quatre l'année suivante, et ce, de façon régulière. 1911 voit aussi l'apparition au catalogue de Charles Péguy, avec Les Mystères de Jeanne d'Arc, puis de premières traductions de l'anglais, avec La Ville enchantée de Margaret Oliphant : les fils d'Émile, Albert et Robert Paul, sans pour autant abandonner le métier d'origine de la maison — il édite par exemple un album d'Octave Uzanne —, s'oriente de plus en plus vers l'édition d'essais généralistes, de poésie, et de fictions. Marqués par l'esprit bibliophilique de leur père, mais aussi sans doute dans la mouvance d'un éditeur comme le Mercure de France et la jeune et tumultueuse Nouvelle Revue française, ils vont publier un certain nombre d'ouvrages très soignés et formellement curieux, voire novateurs.
1912 est une année de croissance sensible du catalogue littéraire avec plus de quarante titres, et l'apparition d'un ouvrage d'André Vera illustré de vignettes issues de gravures sur bois par son frère Paul, Le Nouveau Jardin, et d'un inédit de Robert de Montesquiou, Têtes d'expression.
En septembre-octobre 1913, sort des presses à 1 000 exemplaires, l'édition originale du Grand Meaulnes d'Alain-Fournier, mais c'est véritablement La Colline inspirée de Maurice Barrès qui connaît cette année-là un gros succès. Désormais, la maison attire les grands auteurs de son époque comme André Suarès, les frères Tharaud et toujours Péguy.
Le déclenchement de la Première Guerre mondiale ne freine pas les productions de cette maison, gagnée comme les autres par l'esprit patriotique : Maurice Barrès y livre quatorze essais en trois ans ! Pierre Benoit y publie son premier roman en 1918, Koenigsmark, qui manque de peu le Prix Goncourt. En septembre 1917 est lancée la collection « Sous la marque de la folie », puis en novembre débute Les Écrits nouveaux sous la direction d'Edmond Jaloux, une revue mensuelle qui durera jusqu'en 1922 et qui comprend au comité Valery Larbaud, André Germain, et Philippe Soupault. En 1919, André Gide y publie Le Voyage d'Urien.

### L'entre-deux-guerres
Le 1er décembre 1924, les bureaux et magasins de vente des Éditions Émile-Paul Frères sont transférés du 100 rue du Faubourg-Saint-Honoré au 14 rue de l'Abbaye. Edmond Jaloux prend la direction littéraire. La librairie reste place Beauvau.
La maison demeure un pôle de créativité important, en particulier sous la direction artistique de Jean-Gabriel Daragnès et a largement participé à l'âge d'or des « illustrés modernes » entre les années 1920 et 1940. Quelques-uns des plus beaux ouvrages de bibliophilie (à l'initiative le plus souvent de sociétés de bibliophiles) de l'entre-deux-guerres sortiront de ses presses : Suzanne et le Pacifique de Jean Giraudoux, illustré par Daragnès ; La Ballade de la geôle de Reading d'Oscar Wilde, illustré par le même (gravures « à la manière noire »), ou encore À bord de l'étoile matutine de Pierre Mac Orlan. 
Parmi d'autres réalisations de cet éditeur, peut être citée une remarquable édition du texte de Coleridge, The Rhyme of the Ancient Marinere, illustrée par André Lhote, qui fait date dans l'histoire du livre illustré. Jules Supervielle, Jules Renard, Gustave Flaubert (La Tentation de saint Antoine), François Mauriac (La Chair et le Sang et Préséances) ou encore, parmi d'autres, Léon-Paul Fargue, ont également été édités par Émile-Paul Frères. 
Le 24 mai 1935 est prononcé un Jugement de faillite envers la Librairie Émile-Paul. Les éditions sont liquidées et reprises avec toujours à leur tête les frères Émile-Paul.

### Résistance puis déclin
Pendant les années 1939-1945, la maison va faire partie d’un groupe d’éditeurs souhaitant rester « digne » sous l’occupation. Elle va cesser un temps son activité pour marquer une résistance face aux occupants et va donc être l'une des très rares maisons françaises à freiner ses publications pendant cette période, ou du moins, à ne pas s'aligner sur la politique de collaboration. En effet, une convention de censure va être mise en place et tous les éditeurs vont devoir la signer, mais la maison Émile-Paul va refuser.

La maison accueille sous son toit Les Amis d’Alain-Fournier, un groupe de résistant. Ils vont participer par la suite à la réalisation d’un bulletin sur la résistance qui sera distribué dans les boîtes aux lettres et qui transmettra des messages contre l’invasion des occupants : 

« Résistez ! C’est le cri qui sort de votre cœur à tous, dans la détresse où vous a laissés le désastre de la Patrie. C’est le cri de vous tous qui ne vous résignez pas, de vous tous qui voulez faire votre devoir. »

Il y aura cinq numéros de Résistance publiés chacun à 500 exemplaires.
Elle va tout de même par la suite reprendre son activité en novembre de la même année en publiant Chroniques de fin d’un monde de Pierre Mac Orlan. Pendant cette période, les frères Paul vont insister sur les devoirs de la profession d’éditeur en voulant faire réagir les autres maisons. En effet, le but étant de ne pas plier le genou sous l’occupation. La maison voit ses publications censurées telle que Dialogue de prisonniers (1940) pour « atteinte au prestige de l’armée ».
De nombreuses maisons d’édition vont par la suite se regrouper sous une bannière qui va énoncer leurs intentions « « Pour le livre » en faveur du « vrai » livre, celui qui donne à penser et non simplement à se distraire ». Puis la bannière va laisser place à une association nommée « Le Groupement de la fidélité française » présidée par la maison Émile-Paul. 

Après la guerre, Robert Paul qui était le président du groupement, va protester contre les sanctions jugées trop indulgentes envers les éditeurs collaborateurs : 

« Non seulement les éditeurs et libraires sont émus par l’abandon de toutes poursuites contre les éditeurs coupables de collaboration avec l’ennemi, mais le public lui aussi est surpris qu’il n’y ait aucune sanction. »

La maison périclita après la mort d’Albert Paul (1954) et de Robert Paul (1955) puis la librairie fut progressivement liquidée à partir de la fin des années 1960. La maison semble installée entre Paris et Uzès. La production est fortement ralentie.
Le dernier titre publié, sans doute pour marquer le centenaire de cette maison, est un essai d'Yves de Constantin (1982).

### Sources bibliographiques
- Pascal Fouché, L’Édition française sous l’Occupation 1940-1944, Bibliothèque de littérature française contemporaine de l'université Paris 7, 1987-1988 ; réédition Éditions de l’IMEC, 2 tomes, 2005 (ASIN B017CVD0C4).
- « Émile-Paul Frères », par Marie-Gabrielle Slama dans P. Fouché et al. (direction) Dictionnaire encyclopédique du livre, Paris, Le Cercle de la librairie, 2005, tome 2, p. 48.
- Jean-Yves Mollier, Édition, presse et pouvoir en France au XXe siècle, Paris, Fayard, 2008  (ISBN 9782213638218).